# Lepanthes mornicola
Lepanthes mornicola là một loài thực vật có hoa trong họ Lan. Loài này được Urb. mô tả khoa học đầu tiên năm 1917.